# Ryszard Kaczorowski
Ryszard Kaczorowski (26. november 1919 – 10. april 2010) var en polsk politiker der fra den 19. juni 1989 til den 22. december 1990 var den sidste leder af Polens eksilregering i London under det kommunistiske styre. 
Ligesom sin forgænger Kazimierz Sabbat havde han en baggrund i den polske spejderbevægelse. Efter at det østlige Polen blev besat af Sovjetunionen i 1939, var han medlem af organisationen "De grå rækker," og var kontaktperson mellem sin organisation og den polske undergrundshær. I juli 1940, blev han arresteret af det sovjetiske hemmelige politi, NKVD, og i februar 1941 blev han dømt til døden. Efter 100 dage blev dommen ændret til 10 års fængsel i Gulag Kolyma. I 1942 blev han benådet, efter at Josef Stalin besluttede at den polske hær i sovjetisk tjeneste havde brug for rekrutter. Han deltog i kampe i Italien, herunder i Slaget om Monte Cassino.
Han omkom under et flystyrt den 10. april 2010, hvor bl.a. Polens præsident Lech Kaczyński også omkom.